# 昏神星
昏神星（48 Doris）是第48颗被人类发现的小行星，于1857年9月19日发现。昏神星的直径为221.8千米，质量为1.1×1019千克，公转周期为2003.453天。
昏神星以希臘神話的水仙女多里斯命名。